# Locomotiva FS 261
Le locomotive gruppo 261 erano locomotive a vapore di costruzione austriaca per treni merci delle kkStB che le Ferrovie dello Stato italiane acquisirono alla fine della prima guerra mondiale in conto riparazioni belliche.

## Storia
Le 18 locomotive FS 261 provenivano dalla serie kkStB 56 ed erano state costruite dalla Floridsdorf e dalla Wiener Neustadt negli anni tra il 1889 e il 1895. Le prime quattro unità appartenevano alla prima serie, mentre le restanti 14 locomotive erano della seconda serie..

Le locomotive prestarono servizio per pochi anni e vennero accantonate tutte entro il 1930.

## Caratteristiche
Le locomotive erano della classica conformazione di rodiggio dell'epoca a tre assi motori accoppiati. La caldaia, a 186 tubi di fumo, alimentata da una griglia della superficie di 1,81 m², forniva vapore saturo a 10 bar; la seconda serie di macchine differiva dalla prima per la caldaia a 188 tubi (che fornivano una maggiore superficie di riscaldamento) e per la taratura a 11 bar di pressione. Il motore era a due cilindri, a semplice espansione, con distribuzione a cassetto piano.

## Corrispondenza locomotive ex kkStB e numerazione FS[3]
| Numero e gruppo FS | numero e gruppo kkStB | Fabbrica    | anno di fabbricazione | Demolizione o alienazione |
| ------------------ | --------------------- | ----------- | --------------------- | ------------------------- |
| 261.001            | 56.36                 | Wiener N.   | 1889                  | 1930                      |
| 261.002            | 56.37                 | Wiener N.   | 1889                  | 1927                      |
| 261.003            | 56.47                 | Wiener N.   | 1889                  | 1928                      |
| 261.004            | 56.71                 | Wiener N.   | 1889                  | 1930                      |
| 261.005            | 56.88                 | Floridsdorf | 1892                  | 1928                      |
| 261.006            | 56.102                | Wiener N.   | 1892                  | 1928                      |
| 261.007            | 56.103                | Wiener N.   | 1892                  | 1927                      |
| 261.008            | 56.104                | Wiener N.   | 1892                  | 1929                      |
| 261.009            | 56.113                | Wiener N.   | 1893                  | 1929                      |
| 261.010            | 56.117                | Floridsdorf | 1892                  | 1929                      |
| 261.011            | 56.143                | Floridsdorf | 1895                  | 1930                      |
| 261.012            | 56.144                | Floridsdorf | 1895                  | 1929                      |
| 261.013            | 56.145                | Floridsdorf | 1895                  | 1928                      |
| 261.014            | 56.146                | Floridsdorf | 1895                  | 1930                      |
| 261.015            | 56.147                | Floridsdorf | 1895                  | 1930                      |
| 261.016            | 56.148                | Floridsdorf | 1895                  | 1928                      |
| 261.017            | 56.149                | Floridsdorf | 1895                  | 1930                      |
| 261.018            | 56.150                | Floridsdorf | 1895                  | 1928                      |